# Robert Gucher
Robert Gucher (* 20. Februar 1991 in Graz) ist ein österreichischer Fußballspieler.

## Vereinskarriere

### Karrierebeginn
Robert Gucher begann mit dem Fußballspielen in der Jugend seines Heimatvereins TuS Paldau. Nachdem schon früh sein Talent sichtbar wurde, wechselte er ins Landesleistungszentrum Weiz.
2005 folgte der nächste Karriereschritt in die Akademie des Grazer AK. Dort wurde er bereits in seiner ersten Saison zum Kapitän der U-15 Mannschaft ernannt, mit der er auch den AKA-Meistertitel feierte.
Ab 2006 wurde er als 16-Jähriger sporadisch in den Profikader aufgenommen, ehe er 2007 für den GAK in der ersten Mannschaft debütieren durfte.
Es folgten sechs Spiele mit einem Torerfolg in der österreichischen Regionalliga Mitte.

### Transferposse um Wechsel zu Aston Villa
Nachdem er als Kapitän der österreichischen U-17 Nationalmannschaft einen Spielerscout des englischen Traditionsvereins Aston Villa aufgefallen war, wurde er zu einem Probetraining eingeladen, in welchem er überzeugen konnte. Daraufhin wurde ihm im Sommer 2007 ein Dreijahresvertrag unterbreitet, den er unterschrieb.
In Folge kam es zur Kontroverse zwischen Villa und dem GAK.
Zunächst gaben die Grazer den Wechsel des Spielers offiziell bekannt, um einen Tag vor der Abreise Guchers nach Birmingham den Wechsel als gescheitert zu melden.
Nachdem es daraufhin harsche mediale Kritik für das Vorgehen des GAK hagelte, folgte am 2. September 2007 eine offizielle Stellungnahme des Vereins bezüglich des Wechsels. Sinngemäß stellte man klar, dass man keineswegs dem Spieler diese Chance verbauen wollte. Da Aston Villa allerdings keine Ablöse zahlen wollte und Gucher noch einen Jungprofivertrag bis 2009 besaß, kam es zum Streit. Nachdem der GAK die Freigabe verweigerte, machte Aston Villa Druck auf den steirischen Verband und forderte Spielerpass und Freigabe ein. Gleichzeitig entschloss man sich, dem GAK ein Angebot zur Ablöse zu unterbreiten. Diese Summe wurde aber vom GAK als „lächerlich“ und „als Beleidigung für den Spieler und für den Verein“ tituliert.
Es folgte eine Sachverhaltsdarstellung des GAK wegen „Kaperei“ bei der FIFA und FA.
Im Endeffekt konnte man sich mit dem Premier-League-Club nicht auf eine Ablösesumme einigen, woraufhin Gucher in Graz bleiben musste.

### 2008: Wechsel nach Italien
Nach dem geplatzten Wechsel nach England gab es weiterhin mehrere, vor allem italienische Vereine, die ihr Interesse an Gucher anmeldeten. Unter anderem handelte es sich um Udinese Calcio und AC Milan. Es folgte ein Probetraining bei Milan, welches ein weiteres Mal mit einem Vertragsangebot seitens der Mailander endete.
Im Juli 2008 wurde jedoch sein Wechsel zu Frosinone Calcio bekannt, welche Gucher im Doppelpack mit seinem Mannschaftskollegen vom GAK, Dieter Elsneg, verpflichteten. Gucher gab in Folge bekannt, dass er sich aufgrund der besseren Perspektive für Frosinone und gegen Milan entschied. In Mailand wäre er für die Jugendmannschaft eingeplant gewesen, bei Frosinone steht er im Kader der Profimannschaft. Am 21. April 2009 kam er im Spiel gegen den FC Modena zu seinem Debüt in der italienischen Serie B.
Am 1. Februar 2010, am letzten Tag der Transferübertrittszeit, unterschrieb Gucher einen Leihvertrag beim CFC Genua. In Folge war er Stammspieler in der "Primavera" der Genuesen, mit der er den italienischen Jugendmeistertitel 2010 gewinnen konnte. Simultan dazu, stand er oftmals im Profikader der Il Grifone, kam aber zu keinem Einsatz in der Serie A. Im Juli 2010 wurde bekannt, dass Genua 50 % der Transferrechte des Spielers von Frosinone erworben hatte.
Für die Spielzeit 2010/11 wurde er zunächst zwecks Spielpraxis an Frosinone Calcio zurückverliehen.

### 2011: zurück nach Österreich
Im Jänner 2011 wurde Gucher an den SV Kapfenberg verliehen, für den er bis Sommer 2012 22 Spiele in der österreichischen Bundesliga bestritt.

### 2012: wieder nach Italien
2012 endete die Leihe an Kapfenberg, und Gucher spielte wieder für Frosinone Calcio, zunächst in der dritthöchsten italienischen Liga. 2014 gelang der Aufstieg in die Serie B. Gucher wurde Stammspieler und Kapitän der Mannschaft, der 2014/15 der Durchmarsch in die Serie A gelang. Von den Trainern wurde er 2014/15 zum besten Mittelfeldspieler der Serie B gewählt. Im Jänner 2017 schloss er sich Vicenza Calcio an, zur Saison 2017/18 dann dem AC Pisa. Für Pisa machte er in der Serie B und Serie C insgesamt 163 Spiele.
Im Jänner 2023 wechselte Gucher zum Drittligisten Pordenone Calcio. Für Pordenone spielte er elfmal in der Serie C, ehe der Klub nach der Saison 2022/23 pleite war und aus der dritten Liga ausgeschlossen wurde. Daraufhin verließ er das Team wieder. Zur Saison 2023/24 wechselte er dann zum Drittligisten Lucchese 1905. Für Lucchese kam er zu 55 Drittligaeinsätzen, ehe der Verein nach der Saison 2024/25 pleite war und aus dem Profibereich verschwand.
Gucher wechselte daraufhin zur Saison 2025/26 zu Viertligist FC Treviso.

## Nationalmannschaft
Gucher durchlief die Nachwuchsnationalteams Österreichs ab der U-16. Die Auswahlen der U-17 und U-18 führte er als Kapitän auf das Feld. Mit der U-19 Auswahl bestritt er die Qualifikation für die U-19-Fußball-Europameisterschaft 2009 in der Ukraine. Am 3. November 2015 wurde Gucher zum ersten Mal für ein Freundschaftsspiel gegen die Schweiz ins A-Nationalteam berufen.

## Erfolge
- Aufstieg in die Serie A: 2015 (Frosinone)
- Aufstieg in die Serie B: 2014 (Frosinone)
- 1× Italienischer Jugendmeister: 2010 (CFC Genua Primavera)[3]
- 1× AKA-U-15-Meister: 2005